# Шувалов, Пётр Григорьевич
Граф Пётр Григорьевич Шувалов (16 апреля 1826 — 9 [21] февраля 1882, Санкт-Петербург) — тайный советник, сенатор, управляющий департаментом уделов. Вместе с сестрой под влиянием отца перешел в католичество.

## Биография
Сын графа Григория Петровича Шувалова (1804—1859) от его брака с княжной Софьей Александровной Салтыковой (1805—1841).
Родился в Санкт-Петербурге, крещен в Скорбященской церкви при восприемстве  прадеда графа Ю. А. Головкина и княгини Анны Михайловны Щербатовой.
Воспитывался заграницей, а потом в С.-Петербургском университете, но последнего не окончил и 30 июля 1846 года был причислен к министерству Иностранных Дел. В августе того же года он был командирован к русской миссии в Неаполе сверх штата 
при дяди своём обер-гофмаршале. После чего в течение десяти лет состоял при разных дипломатических миссиях и посольствах, причем не раз посылался курьером из Петербурга в Берлин, Париж, Лондон, Рим, Неаполь и другие города. 15 апреля 1856 году был назначен младшим секретарем нашего посольства в Лондоне, а в следующем году пожалован в звание камер-юнкера.
В 1858 году сначала был определен старшим секретарем русской миссии в Дрездене, а потом отчислен в ведомство министерства Иностранных Дел. Состоял при императрице Александре Фёдоровне, сопровождал её в заграничных путешествиях и до самого конца жизни её, вел расходы и счета двора её. 3 января 1861 года он был пожалован в звание камергера, а 25 октября следующего года причислен к министерству Внутренних Дел. Вскоре после того была учреждена комиссия для изыскания лучшего способа устройства почтовой гоньбы, и Шувалов, как много раз ездивший курьером за границу и, следовательно, близко знакомый с постановкой этого дела на западе, был назначен членом в эту комиссию, а в ноябре того же года работал в комиссии, учрежденной при министерстве Финансов для пересмотра системы податей и сборов. В том же году он был произведен в статские советники, а, спустя пять лет, 16 апреля 1867 году,  в действительные статские советники. 8 ноября 1868 года он был назначен членом совета министра внутренних дел.
В этой должности он состоял до 5 марта 1871 года (причем неоднократно принимал участие в комиссиях и комитетах, учреждаемых по разным вопросам внутренней политики), когда ему было Высочайше повелено присутствовать в Правительствующем Сенате с производством в тайные советники. С этого времени в течение десяти лет он присутствовал в первом департаменте Правительствующего Сената. В октябре 1881 году он был зачислен в неприсутствующие сенаторы, а 30 января 1882 году назначен управляющим департаментом Уделов. Скончался от нервического удара, на другой день после получения нового назначения, так и не успев вступить в новую должность. 
Современники отзывались о графе по-разному. Князь П. В. Долгоруков относил его к числу ограниченных людей и обвинял в хищениях. «Граф Шувалов наворовал массу денег при дворе императрицы, — писал князь, — войдя во вкус обогащения за счет казны, он вбил себе в голову глупую идею стать министром финансов. С этой целью он напечатал в L'Indépendance Belge несколько статей самых наипошлых, банальных и плохо продуманных, которые возбудили всеобщий смех». Оскорбленный Шувалов подал на Долгорукова в суд. Заочный приговор Брюссельского трибунала состоялся 5 июля 1863 года и приговорил Долгорукова к выплате Шувалову 250 руб. серебром. Другого мнения о графе был А. А. Половцов: 

 Шувалов по характеру и образу жизни представлял собой необычайное явление в обществе к которому принадлежал. Был необыкновенно честен, аккуратен и точен. На него можно было положиться всецело в чем бы то ни было. Добросовестность была отличительная черта его характера и доброе расположение к ближнему. Он с трудом говорил по-русски и только благодаря дружбе с графом Паленом попал в Сенат, где добросовестно читал записки и посещал заседания. Он оказал многим родственникам большую услугу, принявшись за управление их имениями. Благодаря репутации дельного управителя и особенно поземельного собственника он попал в департамент Уделов, чему способствовало, кончено то, что графиня Е. А. Воронцова-Дашкова, дочь графа А. П. Шувалова. В обществе Шувалов имел прозвание «nez», вследствие размера своего носа. Стараясь постоянно в том, чтобы это его подобие руля всегда было направлено в надлежащую сторону, он ходил всегда прямо, хотя и тихо, все у него было рассчитано так, чтобы быть вполне безупречным. Все ему удавалось. Все у него было степенно, чинно, мирно, важно, почтенно, но ужасно не весело. 

## Личная жизнь
Был помолвлен с фрейлиной двора Александрой Аполлинарьевной Бутеневой (1825—27.10.1851). Она скончалась от чахотки в Риме накануне бракосочетания, похоронена там же на протестантском кладбище. В 1852 году ее прах был отправлен в Россию и захоронен на Тихвинском кладбище Александро-Невской лавры.
Жена — княжна Мария Сергеевна Гагарина (25.03.1829—01.12.1906), дочь князя С. С. Гагарина. Через этот брак граф Шувалов сблизился с кружком Пашкова, Чертковых и Паленов, где занимал несколько первенствующее место, что в других сферах делало его несколько своеобразным и комичным, по усвоенному им резкому тону. Мария Сергеевна во многом была похожа на мужа. Она не чужда была сплетен, которые презирала, но должна была знать все прежде других и иногда любила блеснуть этим знанием. Будучи бездетной, она особенно интересовалась детьми, постоянно о них думала и мечтала. Умерла в Санкт—Петербурге.